# Teogoni
Teogoni är en samling myter om hur gudarna skapades. Ett exempel från den grekiska mytologin är Hesiodos skrift Theogonin, som beskriver hur de grekiska gudarnas skapades och släktskapet mellan dem.